# Celosterna rouyeri
Celosterna rouyeri là một loài bọ cánh cứng trong họ Cerambycidae.